# Далесандро, Марк
Марк Энтони Далесандро (англ. Mark Anthony Dalesandro, 14 мая 1968, Чикаго, Иллинойс) — американский бейсболист, кэтчер, игрок третьей базы. Выступал в Главной лиге бейсбола за «Калифорнию Энджелс», «Торонто Блю Джейс» и «Чикаго Уайт Сокс». На студенческом уровне играл за команду Иллинойсского университета, в 1990 году признавался Игроком года в конференции Big Ten.

## Карьера
Марк Далесандро родился 14 мая 1968 года в Чикаго. В 1986 году он окончил частную иезуитскую школу святого Игнатия, затем поступил в Иллинойсский университет. В играх за его бейсбольную команду он отбивал с показателем 32,6 %. Свой лучший сезон Далесандро провёл в 1990 году, выбив 16 хоум-ранов и набрав 73 RBI. По итогам чемпионата он был признан Игроком года в конференции Big Ten.
На драфте Главной лиги бейсбола 1990 года Далесандро был выбран клубом «Калифорния Энджелс» в восемнадцатом раунде. В течение четырёх лет он играл в фарм-системе клуба, выходил на поле на позициях кэтчера, игрока первой, второй и третьей баз, аутфилдера. Его карьерный показатель отбивания за это время составил 29,2 %. В 1994 году Марк впервые принял участие в весенних сборах с основным составом. Сезон он начал в AAA-лиге в составе «Ванкувер Канадианс», в июне 1994 года дебютировал в Главной лиге бейсбола.
В 1998 и 1999 годах Далесандро выступал в составе «Торонто Блю Джейс». Первый из этих сезонов стал лучшим в его профессиональной карьере: в 32 сыгранных матчах Марк отбивал с показателем 29,9 %, выбил два хоум-рана и набрал четырнадцать RBI. В 2001 году он провёл один матч в составе «Чикаго Уайт Сокс».
В 2008 году он стал одним из основателей тренировочного бейсбольного и софтбольного комплекса Elite Sports Performance в Осуиго.